# Léon Indenbaum
Léon Indenbaum est un sculpteur français, né le 10 décembre 1890 à Tchaoussy dans l'Empire russe (aujourd'hui en Biélorussie), mort le 29 septembre 1981 chez sa fille, à Opio dans les Alpes-Maritimes, où il s’était retiré.

## Biographie

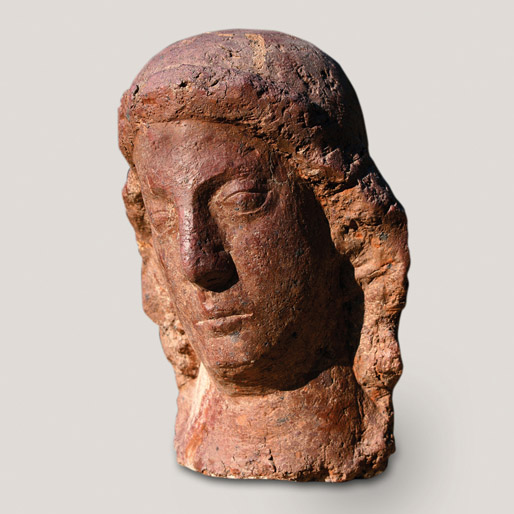
« Tête de femme » par Indenbaum

### Enfance et études
Son père, passementier, mourut prématurément et ses 5 enfants furent dispersés entre les membres de la famille : son grand-père, relieur d’art apprécié, s'occupa de lui.
Le jeune Léon Indenbaum fit des études hébraïques jusqu’à 12/13 ans. Il fut placé ensuite dans une école artisanale où l’on travaillait le bois ; il y fut remarqué et son directeur obtint une bourse pour son entrée à l’école des beaux-arts d’Odessa ; il y travailla le bois sculpté et la glaise qu’un médecin ami et protecteur lui procurait.
Il est inscrit ensuite à l’école d’arts appliqués Antonolski, à Vilnius.

### À Paris

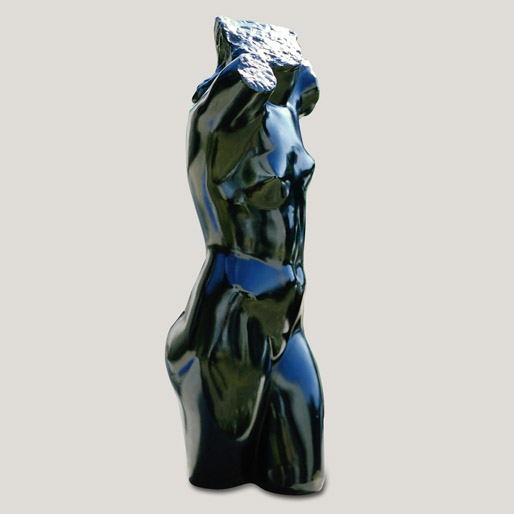
« Torse de femme » (1919) par Indenbaum

Devenu jeune homme, Léon Indenbaum entend à cette époque parler de Paris et de cette ambiance artistique unique à laquelle il aspirait. Grâce à l’aide d’un ingénieur de Vilnius, il parvient à rejoindre la capitale française, le 22 mars 1911.
Le voilà installé chez des camarades à « La Ruche », 2 passage de Dantzig.
Il travaille au milieu de cette pépinière de jeunes peintres et sculpteurs dont plusieurs devinrent célèbres et formèrent par la suite l’École de Paris : Soutine, Kremegne, Chagall, Kikoïne, Epstein, Zadkine, et plus tard Modigliani.
De 1911 à 1919, Léon Indenbaum va parfaire sa formation artistique dans l’atelier du sculpteur Antoine Bourdelle à Montparnasse ; ce dernier avait une prédilection pour l’œuvre de son élève qu’il appelait « mon jeune poulain ».
Dès 1912, il expose trois sculptures en pierre au Salon des indépendants. C’est à cette époque qu'il devient ami intime de Modigliani ; ce dernier habite quelque temps chez son ami et profite de son aide, avant de louer un atelier mitoyen. Il réalise son portrait, Léon Indenbaum, en 1916.
Jacques Doucet, le célèbre couturier et collectionneur, fut son premier mécène. Léon Indenbaum exécuta pour lui de nombreux panneaux décoratifs ; il travailla également quelque temps pour le décorateur Coard, avant de le délaisser faute de pouvoir signer lui-même ses œuvres.

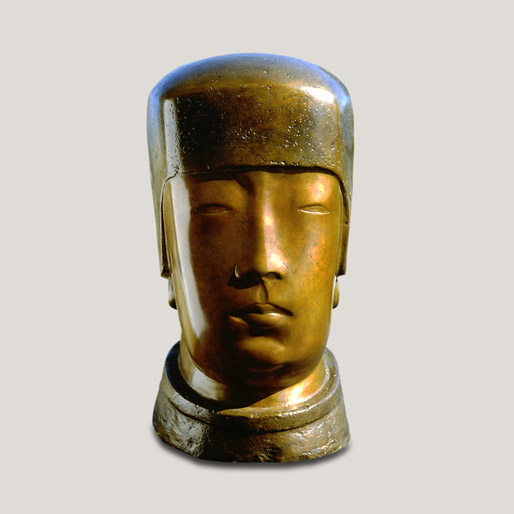
« Tête du peintre FUJITA » (1915) par Indenbaum

En 1925 il expose aux Indépendants un buste de jeune fille et une femme couchée en pierre œuvres saluées par la critique. Indenbaum expose également au Salon des Tuileries de 1926 à 1945, principalement des sculptures en terre cuite ou en bronze.
Son travail se poursuit dans l’ombre, Léon étant complètement indifférent à la notoriété et estimant qu’un artiste n’a pas le droit de se laisser distraire par les « à-côtés mondains »
Cependant des mécènes, et notamment les frères Georges et Marcel Bernard, hommes d’affaires et collectionneurs, passent la porte de son atelier et le convainquent de travailler pour leur compte en toute liberté matérielle. Mais la crise de 1929 survient et ruine les deux banquiers.
Les difficultés matérielles reviennent, quoique moindres, des amateurs acquérant ses œuvres.
En 1939, la guerre arrive ; il se cache en raison de ses origines et nombre de ses œuvres disparaissent alors ou sont détruites.
Puis, les années passent, Indenbaum travaille dans la discrétion et il est difficile de suivre son ascension artistique en raison de son caractère peu sociable et de son horreur de la publicité.

## Expositions et manifestations

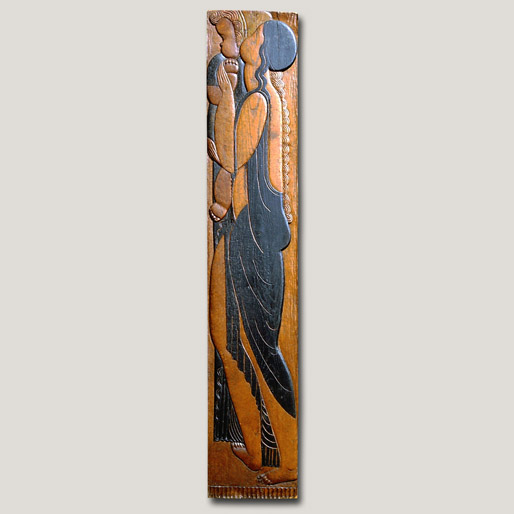
« Femme à l'enfant » par Indenbaum

Citons quelques expositions ou manifestations auxquelles il participe :
- Inauguration en 1963 du « Groupe des 9 » composé de Jean Carton, Raymond Corbin, Paul Cornet, Marcel Damboise, Léopold Cretz, Gunnar Nilsson, Jean Ossouf, Raymond Martin et de lui-même.
- La même année, il participe à Menecy au « Rendez-vous des Travailleurs et des Arts » au centre de repos des usines Renault.
- En 1964, il fait partie de l’exposition « Vingt-deux sculpteurs témoignent de l'homme » à la Galerie Vendôme et là un hommage lui est rendu par le Docteur Miller, collectionneur, Juliette Darle, poète et critique d’art, et par Jean Oissouf, sculpteur.
- Autre appréciation en 1966 de Juliette Darle sur les sculptures exposées au XXe salon de Saint-Denis : « Les sculptures “petits format” d’Indenbaum sont des chefs-d’œuvre d’intelligence, de sensibilité et d’invention plastique. Un grand sculpteur trop modeste, trop effacé, et qu’il importe absolument de révéler à ses contemporains ».
- En 1967, il expose au premier festival de sculpture contemporaine (Château de St Ouen)
- En 1968, la consécration lui est enfin donnée : il reçoit le prix Wildenstein décerné par l'Institut de France.

## Ses œuvres

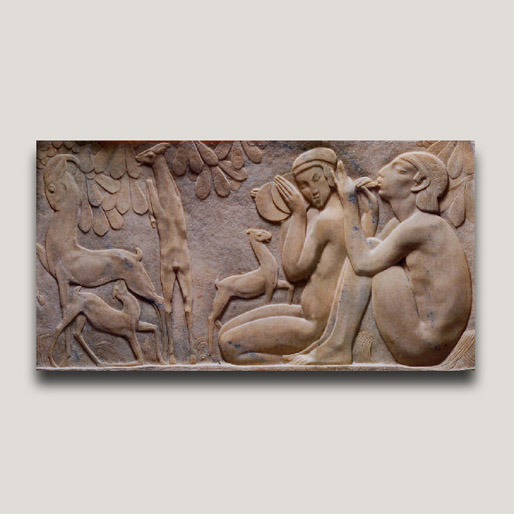
Musiciens et Antilopes

- Musiciens et Antilopes, bas-relief en marbre rose (1914), vendu 3.638.250 € en octobre 2004 (record mondial pour une œuvre d'Arts décoratifs du XXe siècle).